# Gagrella rorida
Gagrella rorida is een hooiwagen uit de familie Sclerosomatidae.